# Johann Wenzel Martini
Johann Wenzel Martini (latinisiert auch Johannes Mauricius Wenzeslaus Martini und lateinisch Joannes Mauritius Wenceslaus Martini; tschechisch Jan Mořic Václav Martini, auch Jan Mauritius Martini; * um 1684 in Lewin, Grafschaft Glatz; † 1744 in Prag) war ein deutscher Domherr und Archidiakon bei St. Veit sowie Offizial und Generalvikar des Erzbistums Prag. Zudem war er Doctor theologiae.

## Leben
Johann Wenzel Martinis Geburtsort in der damals böhmischen Grafschaft Glatz gehörte kirchlich bis 1972 zum Erzbistum Prag. Nach dem Studium der Katholischen Theologie an der Karlsuniversität wurde er vermutlich in Prag zum Priester geweiht. Zunächst diente er als Seelsorger in den ländlichen Pfarreien Loukovec und Weisswasser im Bistum Leitmeritz. 1726 übersetzte er zusammen mit Caspar Zacharius Wussin (Kašpar Zachariáš Wussin) den Katechismus des deutschen Franziskaners Bernardinus Mercator aus dem Lateinischen ins Tschechische, der unter dem Titel „Gádro navčenj křesťanského, aneb Neomylný weyklad wjry skrze otázky a odpowědi z pjsma swatého a z otcůw swatých mládeži k duchownjmu okussenj předložený, a mnohými přjklady rozmnožený“ im Verlag Karel Jan Hraba († 1736) erschien. Besondere Anerkennung erreichte Martini mit Predigten, die er neben lateinisch und deutsch auch tschechisch vortrug. Als Verehrer des Priesters Johann Nepomuk erwarb er sich 1728 große Verdienste um dessen Heiligsprechung durch Papst Benedikt XIII. Zudem setzte er sich für die Errichtung der Hradschiner Mariensäule ein, für die er einen größeren Geldbetrag stiftete. 
1731 bestimmte der neu berufene Erzbischof Daniel Joseph Mayer von Mayern den Domherrn Martini zu seinem Generalvikar und Offizial. Diese Ämter bekleidete er ab 1733 auch unter dessen Nachfolger Johann Moritz Gustav von Manderscheid-Blankenheim. 1734 stieg er zum Dekan des Prager Metropolitankapitels auf. Ebenfalls 1734 unternahm er mit dem Prager Weihbischof Johann Rudolf von Sporck (Jan Rudolf Špork) eine Visitationsreise durch die Grafschaft Glatz, wobei der Weihbischof in Lewin und anderen Orten zugleich die Firmung erteilte. Vermutlich bei diesem Aufenthalt stiftete Martini für die St.-Michaels-Kirche seines Geburtsortes Lewin 500 Floren für ein Ewiges Licht am Tabernakel.

## Schriften (Auswahl)

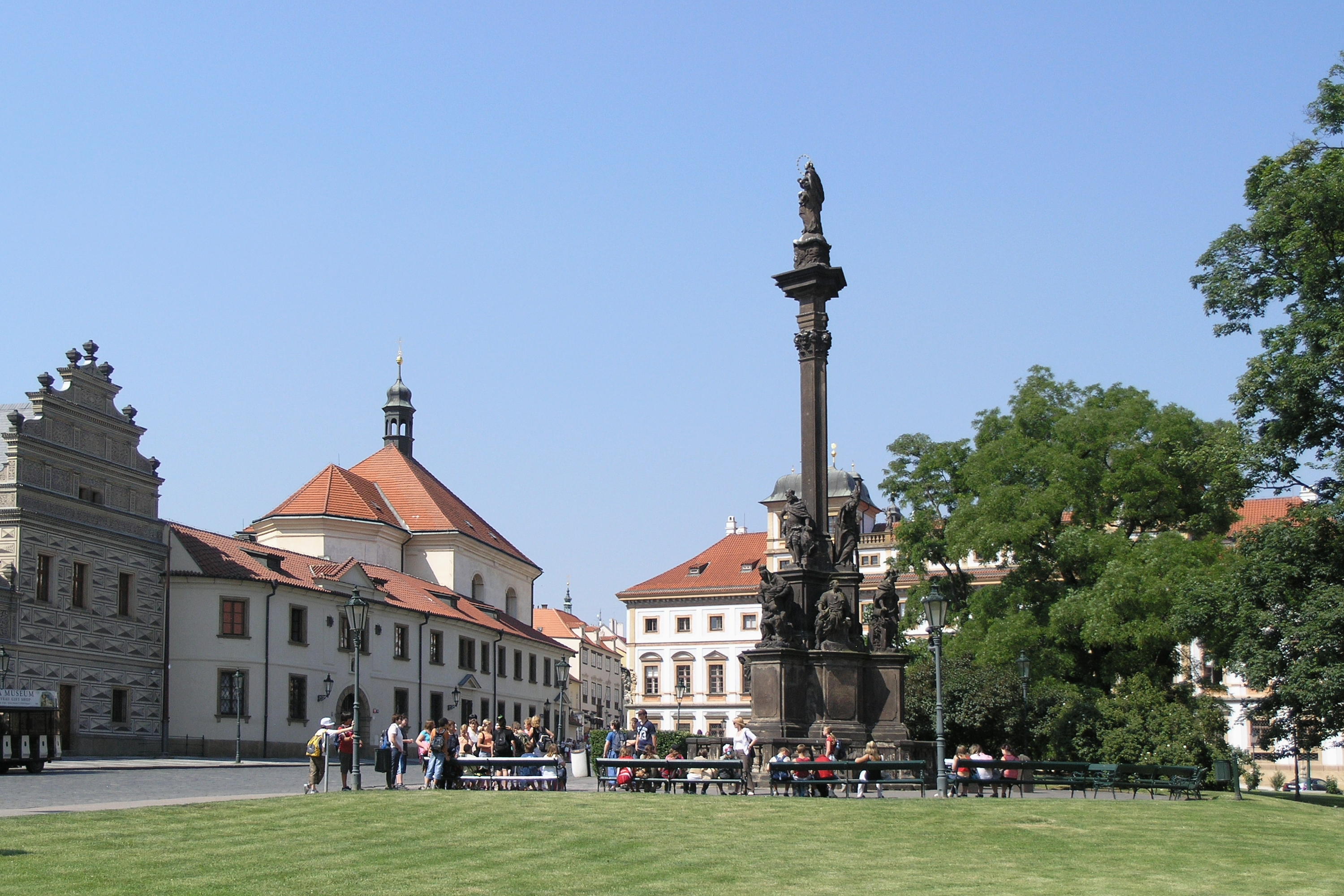
Mariensäule am Prager Hradschin

- Unter dem Hochansehlichen Rectorat... JOANNIS MAURITII GUSTAVI, handschriftlich; o. J. Digitalisat
- Michael der grosse Fürst und Beschützer der Römischen Gemeinde, 1713 Digitalisat
- FELICITAS CULPAE EX REDEMPTIONIS MAGNITUDINE QUAM AD CULPAM DELENDAM PRAESTITIT UNIVERSI REDEMPTOR HOMO-DEUS..., Vetero Pragae, Typis Wolffgang Wickhart, 1716 Digitalisat
- REVERENDISSIOMO AC CELSISSIMO PRINICIPI DOMINO, DOMINO FERDINANDO E COMITIBUS DE KHÜNBURG..., Vetero Pragae, Typis Wolffgang Wickhart, 1720 Digitalisat
- AMORIS PROPRII IN PHLAUTIA Et salutis nostrae THEANDRO REDEMPTORE NOSTRO SINGULARE CERTAMEN..., Vetero Pragae, Typis Wolffgang Wickhart, 1721 Digitalisat
- Die Himmlische und Irrdische Zunge Des Seeligen Joannis Nepomuceni. Gedruckt zu Prag bey Joachim Kamenitzky, 1723 Digitalisat Predigt
- Die Stärcke- und Standhafftigkeit des... Blut-Zeugen Jesu Christi Seeligen Johannis von Nepomuck... Gedruckt zu Prag bey Joachim Kamenitzky, 1724 Digitalisat
- Stille Zeugenschaft... Gedruckt Alt Stadt Prag bey Joachim Kamenitzky, 1726 Digitalisat
- SERMO De Ter auspicato CARNIS THEANDRICAE REGIMINE... Pragae, Typis Universitatis Carolo Ferdinandea in Collegio Societatia JESU ad S. Clementem per Norbertum Joannem Ficky, 1728 Digitalisat
- Das Erbtheil Gottes, Welches der Heilige Johann von Nepomuck wegen seines Marter-Todes erlanget. Gedruckt zu Prag in der Carolo-Ferdinand. Buchdruckerey bey St. Clemens durch Norbert Ficky Faktorn., 1729 Digitalisat
- Der Anfang und das Ende aller Heiligkeit Jesus Christus ..., Prag; Jan Norbert Ficky sen., 1729 Digitalisat
- APOSTOLICUS MISSIONARIUS, PASTOR VIGILANTISSIMUS... DOMINUS DANIEL JOSEPHUS DEI, Vetero-Pragae in Aula Regia apud Matthiam Haeger, Archi-Episcop. Typogr., 1733 Digitalisat